# تداخل‌سنجی رمزی
تداخل سنجی رمزی، که همچنین به عنوان تداخل سنجی رمزی-بورد یا روش میدان های نوسانی جداشده نیز شناخته می شود،  شکلی از تداخل سنجی ذرات است که از پدیده رزونانس مغناطیسی برای اندازه گیری فرکانس های گذار ذرات استفاده می کند. در سال 1949 توسط نورمن رمزی ،  که بر اساس ایده های استاد خود، ایزیدور آیزاک رابی ، که تکنیکی را برای اندازه گیری فرکانس های گذار ذرات توسعه داد، توسعه یافت. روش رمزی امروزه در ساعت های اتمی و در تعریف SI از ثانیه استفاده می شود. بیشتر اندازه‌گیری‌های اتمی دقیق، مانند تداخل‌سنج‌های اتمی مدرن و گیت‌های منطقی کوانتومی، دارای نوعی پیکربندی رمزی هستند.  یک تداخل سنج مدرن با استفاده از پیکربندی رمزی توسط فیزیکدان فرانسوی کریستین بورده ساخته شده است و به عنوان تداخل سنج رمزی-بورده شناخته می شود. ایده اصلی Bordé استفاده از پس زدن اتمی برای ایجاد یک تقسیم کننده پرتو با هندسه های مختلف برای یک تابع موج اتمی بود. تداخل سنج رمزی-بورد به طور خاص از برهمکنش دو جفت موج پادانتشاری استفاده می کند و روش دیگری به نام «پژواک فوتون» که از برهمکنش دو جفت هم‌انتشاری استفاده می کند.  

## مقدمه
هدف اصلی طیف‌سنجی دقیق یک اتم دوترازی، اندازه‌گیری دقیق فرکانس جذب {\displaystyle \omega _{0}} بین حالت پایه |↓⟩ و حالت برانگیخته |↑⟩ آن اتم است. یکی از راه‌های انجام چنین اندازه‌گیری، اعمال یک میدان الکترومغناطیسی نوسانی خارجی در فرکانس {\displaystyle \omega } و سپس اندازه‌گیری تفاوت فرکانسی {\displaystyle \Delta } (همچنین به عنوان detuning شناخته می شود) بین فرکانس‌های {\displaystyle \omega } و {\displaystyle \omega _{0}}است{\displaystyle (\Delta =\omega -\omega _{0})} که با اندازه گیری احتمال گذار |↓⟩ به |↑⟩ تعیین می‌شود. این احتمال در نامیزانی {\displaystyle \Delta =0} ، یعنی هنگامی که میدان وارده بر اتم در تشدید با فرکانس گذار اتم است، بیشینه خواهد بود. با رصد کردن این احتمال گذار به عنوان تابعی از نامیزانی {\displaystyle P(\Delta )} ، هرچه قله‌ی طیفی حول {\displaystyle \Delta =0} باریکتر باشد دقت اندازه‌گیری نیز بیشتری و برعکس اگر قله‌ی طیف حول {\displaystyle \Delta =0} پهن باشد آنگاه تشخیص دقیق محل {\displaystyle \Delta =0} به دلیل مقادیر زیاد {\displaystyle \Delta } با احتمال‌های نزدیک به همان در پروفایل {\displaystyle P(\Delta )} دشوار خواهد بود. 

## اصول فیزیکی

### روش رابی
یک نسخه ساده شده از روش رابی شامل باریکه‌ای از اتم‌ها است که همگی سرعت {\displaystyle v} یکسانی دارند و در مسیری به طول {\displaystyle L} ارسال می شوند. اتم ها در واقعی اتم‌های دو ترازی با انرژی گذار {\displaystyle \hbar \omega _{0}} هستند (این دو تراز با اعمال یک میدان مغناطیسی {\displaystyle \mathbf {B} _{\|}} در جهت برانگیختگی {\displaystyle {\hat {z}}} تعریف می شود، و بنابراین {\displaystyle \omega _{0}=\gamma |\mathbf {B} _{\|}|} ، فرکانس Larmor این سیستم دو ترازی است). زمان اندرکنش بین اتم‌های این باریکه در محل برهمکنش از مرتبه‌ی {\displaystyle \tau =L/v} است.، یک میدان مغناطیسی نوسانی تک‌فام به شکل {\displaystyle \mathbf {B} _{\perp }\cos(\omega t)} عمود بر جهت برانگیختگی و در محل برهمکنش به باریکه اتمی اعمال می شود و این میدان منجر به نوسانات رابی بین دو حالت |↓⟩ و |↑⟩ با فرکانس {\displaystyle \Omega _{\perp }=\gamma |\mathbf {B} _{\perp }|} خواهد شد.   
همیلتون در چارچوب چرخان (شامل تقریب موج چرخان ) به صورت زیر است:
{\displaystyle {\hat {H}}=-{\frac {\hbar \Delta }{2}}{\hat {\sigma _{z}}}+{\frac {\hbar \Omega _{\perp }}{2}}{\hat {\sigma _{x}}}.}
احتمال گذار از |↓⟩ به |↑⟩ را می توان از این همیلتونی یافت :
{\displaystyle P(\Delta ,v,L,\Omega _{\perp })={\frac {1}{1+\left({\frac {\Delta }{\Omega _{\perp }}}\right)^{2}}}\sin ^{2}\left({\frac {L}{2v}}{\sqrt {\Omega _{\perp }^{2}+\Delta ^{2}}}\right).}
این احتمال در زمان {\displaystyle \Omega _{\perp }\tau =\pi } به حداکثر خود می‌رسد. پهنای‌خط {\displaystyle \delta } پروفایل {\displaystyle P(\Delta ,\Omega _{\perp })} نسبت به {\textstyle {\frac {\Delta }{\Omega _{\perp }}}} دقت اندازه گیری را تعیین می کند. زیرا {\textstyle \delta \sim \Omega _{\perp }\sim {\frac {\pi }{\tau }}\sim {\frac {\pi v}{L}}} ، که با افزایش {\displaystyle \tau } ، یا {\displaystyle L} ، و نتیجتا کاهش {\displaystyle \Omega _{\perp }} به طوری که ضرب آنها {\displaystyle \pi } باشد دقت اندازه گیری افزایش می یابد. یعنی قله‌ی نمودار طیف باریک تر می شود.
اما در عمل، ناهمگنی‌هایی در باریکه‌ی اتمی وجود دارد مثلا اتم‌ها در باریکه دارای سرعت یکسان نیستند بلکه دارای یک توزیع سرعت هستند یا در میدان {\displaystyle \mathbf {B} _{\perp }} ناهمگنی وجود دارد که باعث پهن شدن شکل خط و کاهش دقت می شود. داشتن توزیع سرعت به معنای توزیع زمان‌های برهم‌کنش است، و بنابراین زوایای زیادی وجود دارد که بردارهای حالت از طریق آن‌ها روی کره بلوخ می‌چرخند . یک طول بهینه در تنظیم Rabi وجود دارد که بیشترین دقت را ارائه می دهد، اما افزایش طول {\displaystyle L} به بی نهایت و در نتیجه انتظار افزایش دقت ممکن نیست، برخلاف آنچه در مدل ساده و ایدآل Rabi دیده می‌شود. 

### روش رمزی

فرانژهای رمزی

رمزی روش رابی بهبود بخشید. او این کار را با تقسیم یک ناحیه برهمکنش به دو ناحیه بسیار کوچک، که در آن هر کدام از این نواحی یک پالس {\textstyle {\frac {\pi }{2}}} اعمال می‌کنند، انجام داد. این دو ناحیه با یک ناحیه‌ی غیر برهمکنشی بسیار بزرگ‌تر از هم جدا می شوند. با کوچک کردن هرچه بیشتر دو ناحیه برهمکنشی، اتم‌ها زمان بسیار کوتاه‌تری را در حضور میدان‌های الکترومغناطیسی خارجی نسبت به مدل ایده‌آل رابی می‌گذرانند. این یک مزیت است زیرا هر چه اتم ها طولانی تر در ناحیه برهمکنشی باشند، ناهمگنی‌ها بیشتر (مانند میدان ناهمگن) منجر به کاهش دقت در تعیین {\displaystyle \Delta } می شوند. ناحیه غیر برهمکنش در مدل رمزی را می توان بسیار طولانی تر از ناحیه برهمکنش در روش رابی ساخت زیرا میدان عمودی {\displaystyle \mathbf {B} _{\perp }} در منطقه غیر برهمکنشی وجود ندارد (اگرچه هنوز میدان عرضی {\displaystyle \mathbf {B} _{\|}} وجود دارد) 
همیلتونی در چاچوب چرخان برای دو ناحیه برهمکنش برای روش رابی یکسان است و در ناحیه غیر برهمکنش همیلتونی فقط شامل جمله‌ی {\displaystyle {\hat {\sigma _{z}}}} است. در ابتدا یک پالس {\textstyle {\frac {\pi }{2}}} به اتم‌ها در حالت پایه اعمال می‌شود، پس از آن اتم‌ها به ناحیه غیربرهمکنش می‌رسند و اسپین‌ها برای زمان‌‌‌{\displaystyle T}‌‌‌‌‌‌‌‌‌‌‌‌‌‌‌‌‌‌‌حول محور z حرکت تقدیمی می‌کنند. یکی پالس {\textstyle {\frac {\pi }{2}}} دیگر اعمال می شود و احتمال گذار اندازه گیری می شود - عملاً این آزمایش باید چندین بار انجام شود، زیرا یک اندازه گیری برای تعیین احتمال اندازه گیری هر مقدار کافی نخواهد بود. (توضیحات Bloch Sphere را در زیر ببینید). با اعمال این تحول بر اتم های با سرعت یکسان، احتمال یافتن اتم در حالت برانگیخته به عنوان تابعی از نامیزانی و زمان پرواز {\displaystyle T} در ناحیه‌ی غیر برهمکنشی  عبارت است از:
( در اینجا  {\displaystyle |\Delta |\ll \Omega _{\perp }} فرض شده است)
{\displaystyle P(T,\Delta )=\cos ^{2}\left({\frac {\Delta T}{2}}\right)=\cos ^{2}\left({\frac {\Delta L}{2v}}\right).}
این تابع احتمال، فرانژ‌های رمزی را توصیف می کند.